# FIFA Football 2003
FIFA Football 2003 là một trò chơi bóng đá do hãng EA Sports phát hành vào tháng 10 năm 2002. FIFA 2003 có thể chơi được trên Windows, PlayStation, PlayStation 2, GameCube, Xbox, Game Boy Advance, Mobile phone. Có 3 cầu thủ chính được chọn làm quảng cáo cho FIFA 2003 là: Roberto Carlos, Ryan Giggs và Edgar Davids, tại Hoa Kỳ là Landon Donovan. Phần bình luận trận đấu do John Motson và Ally McCoist đảm nhận. Bài hát chính của game: "To Get Down" do Timo Maas/Fatboy Slim trình bày.

## Cách chơi

### Các giải đấu trong FIFA 2003
- Áo Austrian FMobile Bundesliga
- Bỉ Belgian League
- Brasil BrazilianLeague
- Đan Mạch Danish Superligaen
- Anh FA Premier League
- Pháp Ligue de Football Profssionnel
- Đức German Bundesliga
- Italy Italian League
- Hàn Quốc K-League
- Hoa Kỳ MLS
- Na Uy Norwegian Tippeligaen
- Scotland Scottish Premier League
- Tây Ban Nha Spanish Primera Division
- SWE Swedish Allsvenskan
- CHE Swiss Nationalliga A

Ngoài ra còn có phần Rest of World gồm 40 CLB từ các giải đấu khác nhau và phần International gồm 38 đội tuyển quốc gia trên thế giới.

### Các đội tuyển quốc gia trong FIFA 2003
| - Áo - Brasil - Cameroon - Scotland - Na Uy - Đan Mạch - Nam Phi - Ả Rập Saudi - Paraguay - Nga - Phần Lan - Hy Lạp - Slovenia | - Senegal - Ireland - Bỉ - Thụy Sĩ - Nigeria - Úc - Thụy Điển - Ecuador - Anh - Bulgaria - Mexico - Hàn Quốc - Đức | - Hoa Kỳ - Tunisia - Croatia - Nhật Bản - Argentina - Tây Ban Nha - Thổ Nhĩ Kỳ - Costa Rica - Trung Quốc - Bồ Đào Nha - Ba Lan - Uruguay |

### FIFA 2003 sử dụng 22sân vận động
| - Anh Old Trafford - Anh Anfield - Anh Highbury - Đức Sân vận động Olympic - Đức Westfalenstadion - Đức BayArena - Pháp Sân vận động Công viên các Hoàng tử - Pháp Félix-Bollaert - Pháp Gerland - Tây Ban Nha Santiago Bernabéu - Tây Ban Nha Camp Nou - Tây Ban Nha Mestalla | - Ý Alpi - Ý Olimpico - Ý San Siro - Nhật Bản Yokohama - TUR Ali Samiyen - Hà Lan Amsterdam Arena - Bỉ Constant Vanden Stock - Olympic Style - World Oval Style - World Closed Square - World Open Square Style |